# 達達尼爾下口鯰
達達尼爾下口鯰，為輻鰭魚綱鯰形目甲鯰科的其中一種，為熱帶淡水魚，分布於南美洲巴西Aripuanã河流域，體長可達18.4公分，棲息在底層水域，生活習性不明。

## 扩展阅读
維基物種上的相關：達達尼爾下口鯰